# Volos
Volos (Grieks: Βόλος) is een stad in het centrum van Griekenland, ongeveer halverwege de twee belangrijkste steden van het land, Athene en Thessaloniki. De stad ligt in het oosten van het vasteland, aan de Egeïsche Zee.
Gebouwd aan het binnenste punt van de Golf van Volos en aan de voet van de berg Pilio of Pilion (het land van de Centauren) en bij het schiereiland met dezelfde naam, is het de belangrijkste toegangspoort vanuit de zee van Thessalië, de grootste landbouwregio van het land. Volos is een van de belangrijkste commerciële havensteden van Griekenland, maar veel verkeer doet de stad ook aan vanwege het feit dat de stad veerverbindingen heeft met de nabijgelegen Sporaden: Skiathos, Skopelos en Alonnisos.
Het grotere agglomeraat van Volos heeft ongeveer 160.000 inwoners. Hieronder vallen de gemeentes van Volos, Nea Ionia en Iolkos, alsmede kleinere buitenwijken. De economie van de stad draait om vervaardiging van goederen, handel, dienstverlening en toerisme.

## Geschiedenis
Het moderne Volos is gebouwd in het gebied van de oude steden Demetrias, Pagasae en Iolkos, die hier in de klassieke oudheid bestonden. Demetrias werd gesticht door Demetrius Poliorcetes, koning van Macedonië. Iolkos of Iolcos of Iolcus was het thuisland van Jason die aan boord ging van het schip Argo, vergezeld van de Argonauten en naar Kolchis voer, op zoek naar het gouden vlies. Ten westen van Volos liggen de neolithische nederzettingen Dimini, met een acropolis die nu een ruïne is, muren en twee tombes die dateren uit 4000-1200 v.Chr. en Sesklo met de overblijfselen van de oudste acropolis van Griekenland (6000 v.Chr.), alsmede de funderingen van een paleis en woningen die zeer typische voorbeelden zijn van de neolithische beschaving.
Volgens een Byzantijnse historicus van de 14e eeuw, heette Volos "Golos". De meest geaccepteerde theorie over de herkomst van de naam van de stad is dat Volos een verbastering is van het Myceense olkos, dat na eeuwen vervormd werd tot Golkos, later Golos en uiteindelijk Volos. Volgens anderen is de naam afkomstig van Folos, die volgens de Griekse mythologie een rijke landheer uit de regio was.
Volos is een relatief moderne stad, die in het midden van de 19e eeuw n.Chr. begon te groeien op een plek waar zich een onbelangrijk Turks dorpje bevond. Na de annexatie door Griekenland die volgde op de bevrijding van de Ottomaanse overheersing in 1881, had het een bevolking van slechts 4900 inwoners, maar in de daarop volgende 40 jaren groeide de stad snel. Handelslieden, zakenlui, ambachtslieden en zeelui verhuisden uit het omringende gebied naar Volos. In de jaren 1920 was er een grote vluchtelingenstroom die zich in Volos vestigde, voornamelijk uit Ionië, maar ook uit Pontus, Cappadocië en Oost-Thracië. Volgens de volkstelling van 1920 had Volos 30.046 inwoners, maar volgens die van 1928 was de bevolking van de stad gegroeid tot 47.892 zielen. Om precies te zijn, had Volos een totale bevolking van 41.706 en de vluchtelingen van de "Catastrofe van Klein-Azië waren 6779 mensen (percentage vluchtelingen in Volos 16.25%). In het district Nea Ionia was de totale bevolking 6186 en waren er 5166 vluchtelingen (Percentage vluchtelingen in Nieuw Ionia 83.51%). Dus het totale aantal vluchtelingen in de gemeente Pagasses (Volos en Nea Ionia) was: 11.945 en het percentage vluchtelingen van Pagasses (Volos and Nea Ionia) was: 24.94%.
De ontwikkeling van de stad was nauw verbonden met de vestiging van de industriële staat, het moderniseren van de haven en de groei van het toerisme vanwege de geografische ligging van de stad dicht bij de berg Pilio en de mooie stranden van de prefectuur Magnesia, vooral die van de noordelijke Sporaden.
Volos werd in 1955 getroffen door een zware aardbeving, die de stad voor een groot deel verwoestte. Dit verklaart het moderne stratenplan.

## Plaatsen
Volos (Grieks: Βόλος) is sedert 2011 een fusiegemeente (dimos) in de Griekse bestuurlijke regio (periferia) Thessalië.
De negen deelgemeenten (dimotiki enotita) van de fusiegemeente zijn:
- Agria (Αγριά)
- Aisonia (Αισωνία)
- Artemida (Αρτέμιδα)
- Iolkos (Ιωλκός)
- Makrinitsa (Μακρινίτσα)
- Nea Anchialos (Νέα Αγχίαλος)
- Nea Ionia (Νεα Ίωνια)
- Portaria (Πορταριά)
- Volos (Βόλος)

## Onderwijs
De hoofdvestiging van de Universiteit van Thessalië (Grieks: Πανεπιστήμιο Θεσσαλίας) bevindt zich in de stad Volos. In de stad zijn de faculteit der gedragswetenschappen, de faculteit agricultuur en de technische faculteit gevestigd. In de steden Larissa, Trikala en Karditsa zijn de overige faculteiten van deze universiteit te vinden.

## Sport
In de stad zijn in het recente verleden een aantal grote sportevenementen gehouden. Zo was Volos tijdens de Olympische Zomerspelen van 2004 een van de steden waar het Olympisch voetbaltoernooi werd gehouden. De stad organiseerde in 2006 het Europees kampioenschap turnen.
Bekende voetbalclubs uit de stad zijn Volos NFC en Niki Volos FC. Zij spelen in het Panthessalikostadion, met een capaciteit van 22.140 plaatsen.

## Geboren in Volos
- Giorgio de Chirico (1888-1978), kunstschilder
- Kostas Papahristos (1916-1998), acteur
- Faidon Gizikis (1917-1999), dictator
- Vangelis (1943-2022), muzikant en componist
- Fotis Kouvelis (1948), jurist en politicus
- Efthalia Koutroumanidou (1982), beachvolleyballer
- Christos Volikakis (1988), weg- en baanwielrenner
- Dimitris Limnios (1998), voetballer
- Alexandros Katranis (1998), voetballer
- Giannis Konstantelias (2003), voetballer